# Apache Continuum
Az Apache Continuum, egy Apache Maven partner projekt, és egy folytonos integrációs szerver mely, időzítetten, előre konfigurált módon build-eket futtat. A CruiseControl-hez képest fejlődés hogy, a Continuum e-mailt küld fejlesztőknek, ha a build készítése nem volt sikeres, és várja, hogy az elkövető kijavítsa a problémát. A projekt hozzáadása a Continuum-hoz abból áll, hogy rá kell mutatni a forráskód kezelő rendszerben a pom.xml-ra, és a többit a Continuum végzi automatikusan. Ezek a következő feladatokat jelenti:
- A forráskód kinyerése a verziókezelőből
- A clean és build feladatok futtatása
- Telepítés az integrációs szerverre
- Egység tesztek futtatása

## Fordítás
Ez a szócikk részben vagy egészben  az   Apache Continuum című angol Wikipédia-szócikk ezen változatának fordításán alapul.  Az eredeti cikk szerkesztőit annak laptörténete sorolja fel. Ez a jelzés csupán a megfogalmazás eredetét és a szerzői jogokat jelzi, nem szolgál a cikkben szereplő információk forrásmegjelöléseként.